# جوب بارنارد
جوب بارنارد (بالإنجليزية: Job Barnard)‏ هو قاضي ومحامي أمريكي، ولد في 8 يونيو 1844 في مقاطعة بورتر في الولايات المتحدة، وتوفي في 28 فبراير 1923 في واشنطن العاصمة في الولايات المتحدة.